# Liste des accidents ferroviaires en France en 1908
Pour des articles plus généraux, voir Liste des accidents ferroviaires en France, Liste des accidents ferroviaires en France au XXe siècle et Liste des accidents ferroviaires en France dans les années 1900.
La liste des accidents ferroviaires en France dans les années 1908 est une liste non exhaustive, chronologique.

## Janvier
- 5 janvier 1908 - Sur la ligne Paris-Strasbourg, vers 3 heures, une locomotive haut-le-pied percute l'arrière d'un train de marchandises gravissant machine de renfort en queue la fameuse "bosse de Loxéville" entre les gares de Nançois-Tronville et de Lérouville. Propulsée par le choc contre le fourgon et les derniers wagons, la machine de renfort les écrase et déraille. Son mécanicien et le garde-frein du train tamponné sont tués, son chauffeur est blessé[1].
- 12 janvier 1908 - Sur le réseau à voie métrique des chemins de fer du Calvados, le soir, la locomotive d'un train allant de Falaise à Caen se renverse près de Potigny. Le mécanicien est tué, le chauffeur grièvement blessé[2].

## Février
- 6 février 1908 - Sur la ligne de Bourg-en-Bresse à Villefranche-sur-Saône de la Régie départementale des Tramways de l'Ain, un train de voyageurs retardé par le verglas est percuté en gare de Corgenon par un train de bestiaux venant de la foire de Bourg-en-Bresse. Un voyageur est tué, plusieurs autres sont blessés[3].

## Mai
- 28 mai 1908 - Sur la Ligne Clermont-Tulle, vers 13 heures, près de la gare de Laqueuille, un wagon d'un train de travaux transportant des rails sur lesquels sont juchés vingt-deux ouvriers se renverse dans une courbe. On relèvera trois morts et onze blessés[4].
- 31 mai 1908 - Nancy : Lors de son ascension, une voiture du funiculaire de la Cure d'Air se détache accidentellement du câble de traction et part à la dérive le long de la pente, percutant les voitures qui la suivent. L'accident fait un mort et plusieurs blessés[5].

## Juin
- 9 juin 1908 - À Outreau, sur la ligne Amiens-Boulogne, vers 6 heures, l'arrière d'un convoi en manœuvre à la sortie de l'embranchement des aciéries est heurté par un train de marchandises venant de Longueau, dont le mécanicien et le chauffeur sont tués, et un serre-frein grièvement blessé[6].

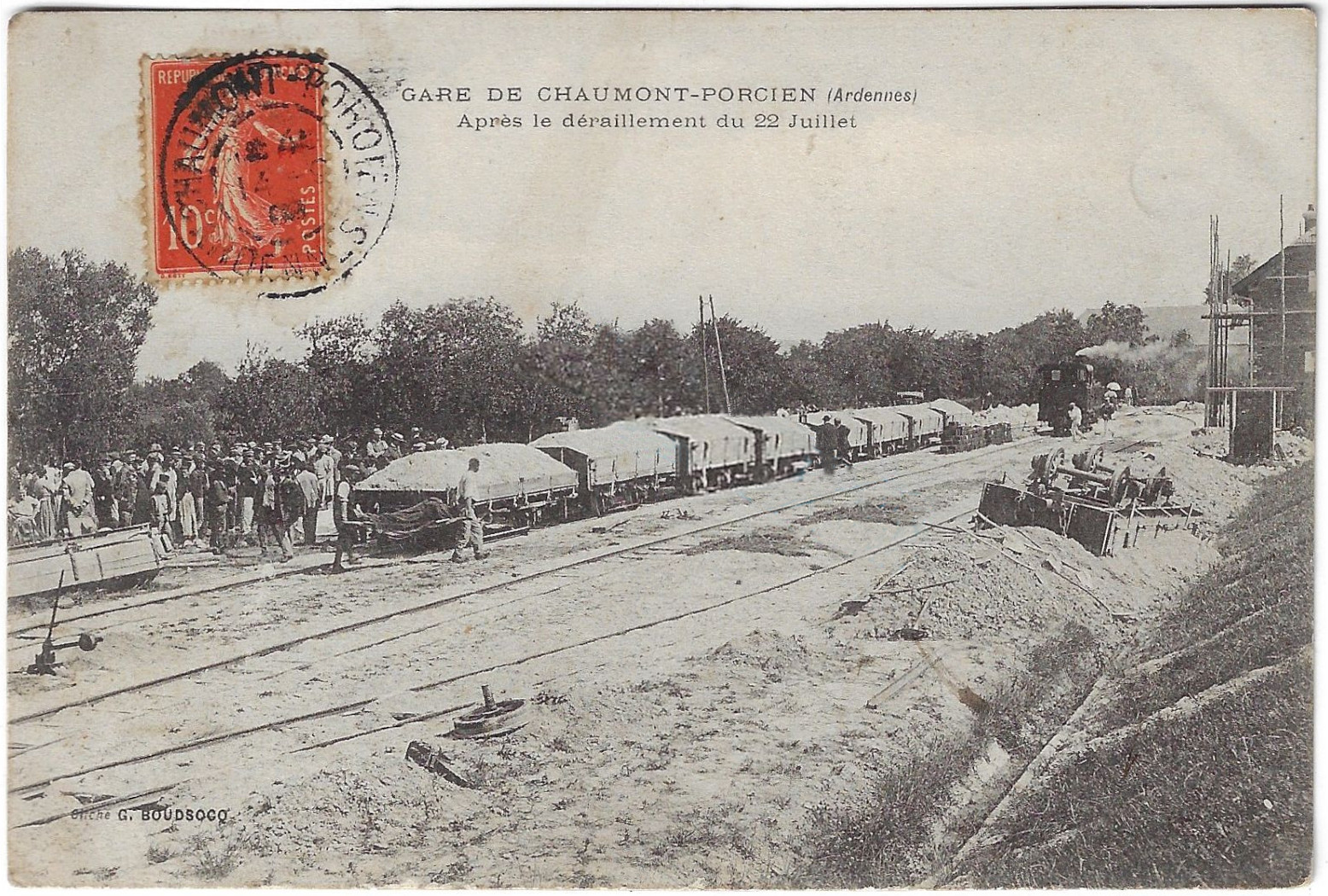
Gare de Chaumont-Porcien (Ardennes) : Après le déraillement de 22 Juilet (1908)

## Juillet
- 21 juillet 1908 - Sur la ligne de Chaumont à Châtillon-sur-Seine, la Compagnie de l'Est lance un fourgon dans une pente afin de procéder à des essais de freinage. Lors d'un de ceux-ci, près de Châteauvillain, le véhicule, dans lequel ont pris place des ingénieurs munis de leurs appareils de mesure, est percuté et broyé par la locomotive haut-le-pied qui le suit et n'a pu s'arrêter à temps. On en tirera un mort et sept blessés[7].
- 22 juillet 1908 - À Chaumont-Porcien (Ardennes), sur la ligne du chemin de fer départemental de Wasigny à Renneville, déraillement d'un train de ballast par suite de la défaillance d'un aiguillage. D'un wagon transportant des ouvriers, renversé et écrasé, on retirera cinq morts et quatre blessés[8].
- 23 juillet 1908 - Sur la ligne de Saint-Brieuc à Pontivy, vers 8 heures 30, un train de voyageurs pour Saint-Brieuc déraille près de la gare de Plœuc-L'Hermitage. La locomotive, le fourgon et deux voitures tombent dans un ravin. L'accident fait trois morts et quinze blessés[9].

## Août
- 10 août 1908 - Sur la ligne de Toulouse à Rodez, entre les gares de Carmaux et d'Albi, à la sortie du tunnel du Garric, un train de voyageurs roulant au pas à cause de travaux de voie est rattrapé et percuté par un train de ballast circulant machine en arrière. Le garde-frein du train tamponné est tué, un voyageur est blessé[10].
- 22 août 1908 - À Perrigny, près de Dijon, vers 22 heures 30, un train de voyageurs pour Dole, dont le mécanicien a mal compris la signalisation, prend en écharpe un train de marchandises à une bifurcation. Une des voitures est écrasée. On en tirera un mort et une dizaine de blessés[11].
- 28 août 1908 - Sur la ligne de Toulouse à Narbonne, vers 18 heures 40, un express venant de Bordeaux percute un train de marchandises arrêté en gare de Pezens, à huit kilomètres de Carcassonne. Le tamponnement fera un mort et douze blessés[12].

## Septembre
- 30 septembre 1908 - Sur la ligne de Castres à Bédarieux, à la suite d'une erreur du chef de gare de Saint-Étienne-d'Albagnan, deux express de sens contraire se rencontrent sur la voie unique près de Riols. Le face à face fera deux morts et vingt blessés[13].

## Octobre
- 5 octobre 1908 - En gare de Dijon, vers 22 heures, les travaux d'agrandissement de la gare empêchant l'utilisation des itinéraires habituels, un omnibus bondé venant de Paris est dirigé par erreur sur une voie déjà occupée par un train de marchandises en cours de manœuvre. Un accrocheur est écrasé, et de nombreux voyageurs sont blessés[14].

## Novembre
- 8 novembre 1908 - Vers 4 heures 30, entre Toulouse et Montauban, près de la gare de Grisolles, un rail se rompt au passage du train Sète-Bordeaux. Le wagon-poste quitte la voie et se fracasse contre le parapet d'un pont, les voitures qui le suivent viennent le percuter et sont disloquées. Bilan : dix morts, majoritairement des réservistes revenant d'une période militaire, et une soixantaine de blessés, dont neuf postiers ambulants[15].
- 28 novembre 1908 - En gare de Sillé-le-Guillaume, sur la ligne Paris-Rennes, vers 12 heures 30, l'express Paris-Brest est aiguillé par erreur sur la voie de garage où attendait l'omnibus qu'il devait dépasser, et le percute, en en broyant le fourgon de queue et la dernière voiture. L'accident fera trois morts et une dizaine de blessés, dont l'un succombera quelques jours plus tard[16].
- 30 novembre 1908 - Vers 15 heures, dans le brouillard, sur la ligne de la Grande Ceinture Ouest de Paris, au passage à niveau de « La vente aux Dames » situé en forêt de Saint-Germain-en-Laye sur la route qui relie Poissy à Maisons-Laffitte, le garde-barrière ouvre les barrières après le passage d'un train de voyageurs se dirigeant vers Poissy. Survient alors en sens inverse un train de marchandises non signalé, qui percute un coupé hippomobile traversant les voies et tue ses cinq occupants[17].

## Décembre
- 15 décembre 1908 : en Corrèze, sur la ligne Paris-Toulouse, sur la commune de Voutezac, entre les gares d'Allassac et d'Estivaux[18]. Un train de marchandises de 44 wagons qui se dirigeait vers Limoges rompt son attelage. Compte tenu de la pente de 10 pour 1000, trente-huit wagons repartent en marche arrière. Après plusieurs kilomètres, ils percutent violemment dans le tunnel de Pouch un train de voyageurs allant dans le même sens, l'omnibus Brive-Limoges. Les deux trains prennent feu. Selon des journaux de l'époque, il y aurait eu au moins quinze morts et vingt-huit blessés[19].